# Wiesław Cisek
Wiesław Cisek (Radymno, 2 januari 1963) is een voormalig betaald voetballer uit Polen. Hij speelde als (aanvallende) middenvelder gedurende zijn carrière, en beëindigde zijn loopbaan in 2001 bij VfB Oldenburg.

## Clubcarrière
Na ruim tien jaar in eigen land te hebben gespeeld, verkaste Cisek tijdens het seizoen 1993-1994 naar Duitsland, waar hij zich aansloot bij VfB Oldenburg. Voor die club speelde hij ruim zeven seizoenen.

## Interlandcarrière
Cisek speelde twaalf interlands voor de Poolse nationale ploeg, waarin hij twee keer scoorde. Hij maakte zijn debuut op 19 augustus 1987 in de vriendschappelijke wedstrijd in Lubin tegen de DDR (2-0). Zijn enige twee interlandtreffers maakte hij op 6 januari 1988 tegen Roemenië tijdens een drielandentoernooi in Israël.
| Interlanddoelpunten | Interlanddoelpunten | Interlanddoelpunten | Interlanddoelpunten | Interlanddoelpunten | Interlanddoelpunten | Interlanddoelpunten | Interlanddoelpunten |
| #                   | Datum               | Locatie             | Wedstrijd           | Goal(s)             | Score               | Uitslag             | Wedstrijd           |
| ------------------- | ------------------- | ------------------- | ------------------- | ------------------- | ------------------- | ------------------- | ------------------- |
| 1                   | 06/01/1988          | Haifa               | Polen – Roemenië    | 43'                 | 1 – 1               | 2 – 2               | Oefenduel           |
| 2                   | 06/01/1988          | Haifa               | Polen – Roemenië    | 88'                 | 2 – 2               | 2 – 2               | Oefenduel           |